# كارل رايموند ديفيس
كارل رايموند ديفيس (بالإنجليزية: Carl Raymond Davis)‏ هو طيار بطل جنوب أفريقي، ولد في 30 يوليو 1911 في كروجرزدروب ‏ في جنوب أفريقيا، وتوفي في 6 سبتمبر 1940 في Brenchley ‏ في المملكة المتحدة بسبب قتل في المعركة.